# Ostia Antica

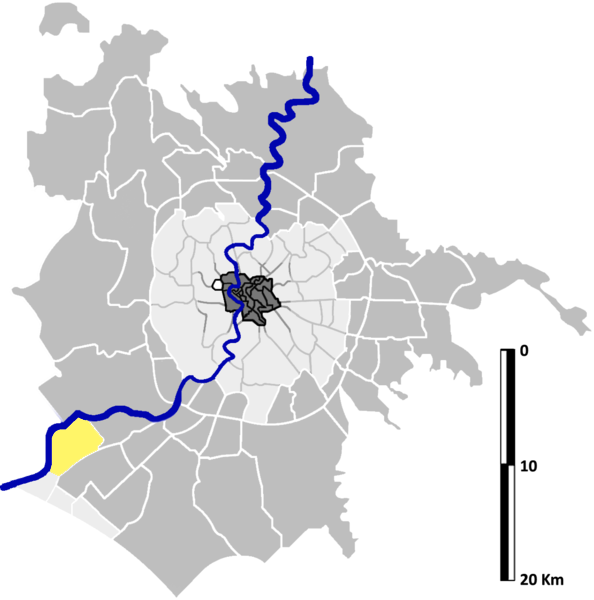
Localisation d'Ostia Antica sur la carte administrative de Rome.

Ostia Antica est une zona di Roma (zone de Rome) située au sud-ouest de Rome dans l'Agro Romano en Italie. Elle est désignée dans la nomenclature administrative par Z.XXXV et fait partie du Municipio XIII. Sa population est de 9 978 habitants répartis sur une superficie de 15 km2.
Il forme également une « zone urbanistique » désigné par le code 13.e, qui compte en 2010 : 14 922 habitants.

## Géographie
Ostia Antica se situe dans la région du Latium.
La station balnéaire d'Ostie est également toute proche, à environ 3 km.

## Histoire

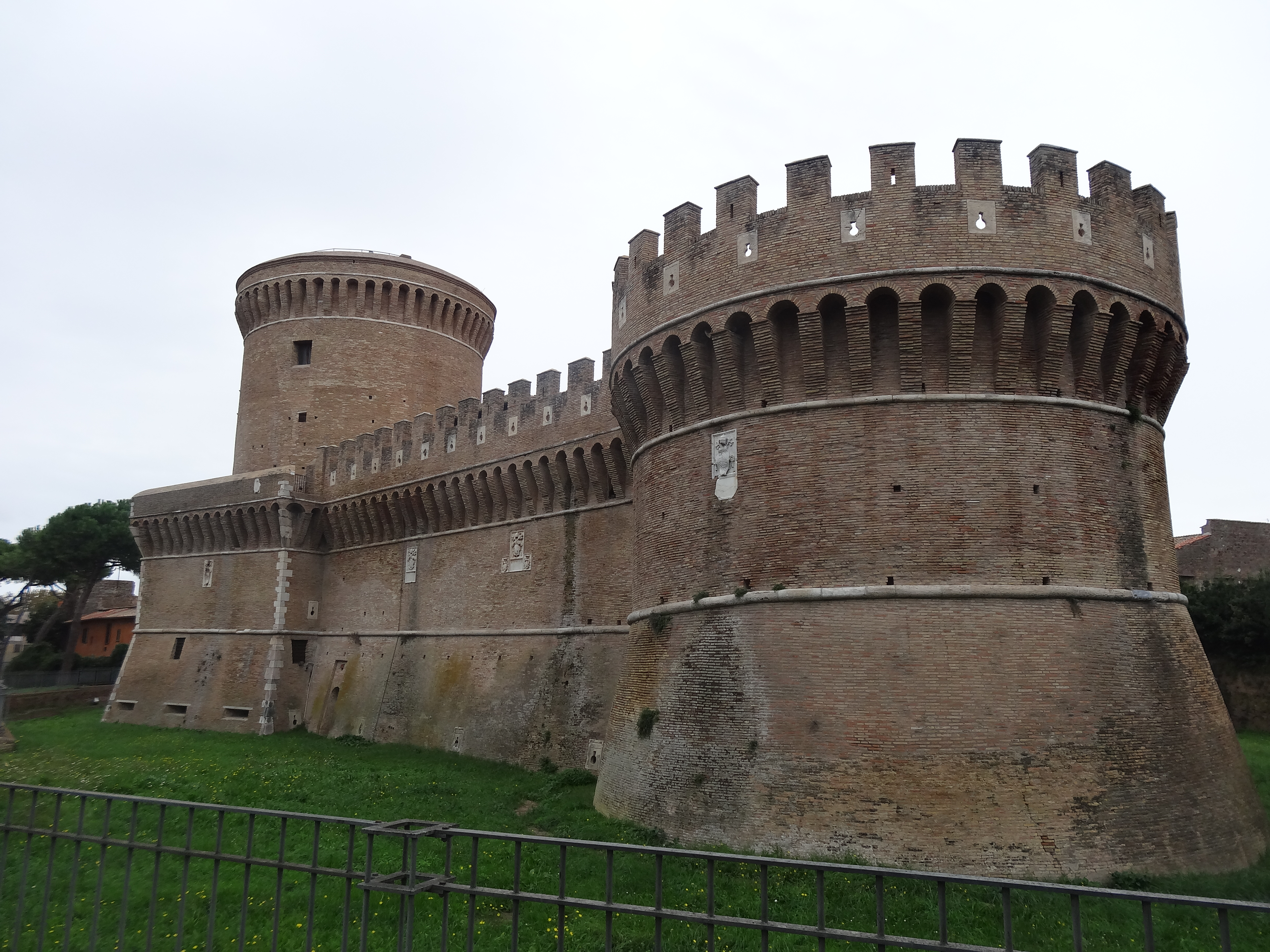
Le château de Jules II

Ostia Antica doit son nom au fait qu'elle se trouve à proximité du site antique du port d'Ostie.

## Lieux particuliers
- La nécropole (nécro=mort;pole=ville : la ville des morts)
- Le Temple d'Hercule
- Le théâtre antique d'Ostie
- Le mithraeum des bains de Mithra
- La basilique Sant'Aurea siège du diocèse suburbicaire d'Ostie
- Le château de Jules II
- La synagogue d'Ostia Antica
- La réserve naturelle du Littoral romain